# 日語助詞
在日語中，助詞（日语：／ joshi，俗稱 teniowa）是一類不能單獨構成句子成分，而且本身不會產生形態變化的虛詞。日語助詞屬於後綴，只能附加在其他內容詞、詞組或句子之後，確立它們之間的關係，或是添加一定的意義、語感。
助詞的使用表現出日语语法的規則性，而不像印歐語系、亞非語系等語言有屈折變化。
日語助詞各家分類說法皆有所不一，大致上分為格助詞、副助詞、接續助詞、終助詞四種。

## 格助詞
格助詞通常接在名詞之後，表示名詞與動詞、形容詞間的邏輯關係，另一方面，也可使句中的名詞不受語序排列的不同而產生歧異。常見的格助詞有：
- ：通常表示句子的主語。
- ：表示動作的對象，即句子中的受詞。
- ：表示動作的目標、場所、方向。
- ：表示動作的場所、工具、方法或原因。
- ：表示動作的方向、對象。
- ：表示共事者、結果、引用的內容。
- ：表示動作的起點、原料、原因。
- ：表示比較的基準。
- ：表示連續動作結束的時間、一個範圍的終點。
- ：表示非連續動作結束的期限。

有些由動詞演變而來，將原本意義及用法不同的格助詞，利用動詞形加以連貫成一個緊密結合、不可分割的助詞，稱為複合格助詞，功能與格助詞相同。包括、等。
一些文法書會對格助詞類型進行細分，如分為以下四種：
1. 主格助詞：、
2. 賓格助詞：、
3. 領格助詞：、
4. 補格助詞：、

## 接續助詞
接續助詞是放在動詞或形容詞的語尾，表示前後語句的關係是順接、逆接或單純敘述的詞語。列舉部分例子如：
- ：表示原因。
- ：表示列舉。
- ：表示接續、連貫。
- ：相當於「即使～也」。
- ：相當於「～的話」。
- ：表示條件。
- ：表示列舉。[1][4]

## 副助詞
副助詞通常是放在格助詞或動詞後，用來修飾下文，增加某種特別的意涵。有些文法書會再細分為副助詞、係助詞，係助詞必須跟句末述語的部分有關。略列舉一些副助詞如：
- ：表示不特定的、泛指的。
- ：表示連同。 (「也」之意)
- ：表示強調。 (「恰、正是」之意)
- ：表示限定。 (「唯、只有」之意)
- ：用在否定句中表示排除。(「除...之外」之意)
- ：主題標記（提示句子主題或敘述範圍，或表強調）。
- ：表示程度、限定。
- 、：表示數量、程度。
- ：表示程度超乎預期。 (「連、甚至」之意)
- ：表示最低限度、全面肯定。[1][4][6][7]

## 終助詞
終助詞通常放在句尾，表示說話者主觀的情感，如：
- ：表示疑問、質疑、反詰。
- ：表示確認。
- ：表示聽話者所不知道的事。
- （男性用法）、（女性用法）：表示強調。
- ：表示感嘆。

有些可以用於句中文節末尾的終助詞，會被特別分出，稱為間投助詞。